# 9912 Donizetti
Donizetti (asteroide 9912) é um asteroide da cintura principal, a 2,1893942 UA. Possui uma excentricidade de 0,1465432 e um período orbital de 1 500,75 dias (4,11 anos).
Donizetti tem uma velocidade orbital média de 18,59608562 km/s e uma inclinação de 7,26594º.
Este asteroide foi descoberto em 16 de Outubro de 1977 por Cornelis van Houten, Ingrid van Houten-Groeneveld.